# (26027) Cotopaxi
(26027) Cotopaxi est un astéroïde de la ceinture principale, de la famille de Hungaria.

## Description
(26027) Cotopaxi est un astéroïde de la ceinture principale, de la famille de Hungaria. Il présente une orbite caractérisée par un demi-grand axe de 1,98 UA, une excentricité de 0,13 et une inclinaison de 22,2° par rapport à l'écliptique.
Cet astéroïde est nommé d'après le Cotopaxi, volcan d'Équateur culminant à 5 897 mètres d'altitude, situé au sud-est de Quito, la capitale du pays. Cotopaxi est également le nom du cargo échoué mystérieusement dans le désert de Gobi dans le film de Steven Spielberg, Rencontres du troisième type.

## Compléments